# Anders Bardal
Anders Bardal (Steinkjer, 1982. augusztus 24. –) korábbi norvég síugró, a norvég Steinkjer versenyzője volt.
2013-ban északisí-világbajnokságot nyert Val di Fiemmében normálsáncon.

## Pályafutása
Bardal 2001 februárjában debütált a világkupában egy willingeni versenyen. 2005-ben Bardal kritizálta, hogy nem jelölték a négysáncversenyre. Első dobogós helyezését a 2006-2007-es szezonban érte el, ahol harmadik lett Oslóban. A 2007–2008-as négysáncversenyen Bischofshofenben második lett, majd január 27-én megszerezte első világkupa győzelmét Zakopanéban.
A 2007-es északisí-világbajnokságon Szapporóban nagysáncon ezüstérmes lett a norvég csapattal.
2010-ben a vancouveri téli olimpián normálsáncon 18., csapatával pedig bronzérmet szerzett.
2011 márciusában norvég bajnoki címet nyert Steinkjerben.
A 2011-2012-es világkupa szezonban a négysáncversenyen az addigi legjobb eredményét érte el, ahol negyedik lett összetettben. Ebben a szezonban Willingenben átvette a világkupában a vezetést és ezután viselhette először a sárga trikót. A szezon végén megnyerte a világkupát és ezzel ő lett az első norvég győztes, Espen Bredesen 1994-es győzelme után.
A 2013-as északisí-világbajnokságon aranyérmes lett Val di Fiemmében Gregor Schlierenzauer és Peter Prevc előtt normálsáncon.
A 2014-es téli olimpián Szocsiban normálsáncon bronzérmes lett Kamil Stoch és Peter Prevc mögött.
2015 februárjában, a svédországi Falunban zajló északisí-világbajnokságon a síugrók vegyescsapat versenyében ezüstérmesként végzett.

## Világkupa

### Győzelmek
| Dátum              | Helyszín  |    |
| ------------------ | --------- | -- |
| 2008. január 27.   | Zakopane  |    |
| 2011. december 17. | Engelberg |    |
| 2012. január 15.   | Tauplitz  | SF |
| 2012. február 12.  | Willingen |    |
| 2013. január 9.    | Wisla     |    |
| 2014. január 19.   | Zakopane  |    |
| 2014. március 7.   | Trondheim |    |

SF(Ski Flying)= Sírepülés